# Giannis-Fivos Botos
Giannis-Fivos Botos (* 20. prosince 2000 Athény) je řecký profesionální fotbalista, který hraje na pozici ofensivního záložníka za český klub Slavia Praha, Je také bývalým řeckým mládežnickým reprezentantem.

## Klubová kariéra
Botos je odchovancem řeckého klubu AEK Athény. V A-týmu řeckého mužstva se ale nedokázal prosadit, a tak v lednu 2021 zamířil na osmnáctiměsíční hostování do nizozemského klubu Go Ahead Eagles. Botos se stal rychle klíčovým hráčem a s týmem v létě 2021 postoupil do nizozemské nejvyšší soutěže. V Eredivisie pravidelně nastupoval, v sezóně 2021/22 odehrál 25 soutěžních utkání v nichž vstřelil 4 branky.
V létě 2022 odešel Botos na další hostování, tentokráte do moldavského klubu Šeriff Tiraspol. V srpnu 2022 si zahrál v předkole Ligy mistrů proti Viktorii Plzeň (český celek postoupil do dalšího kola po dvou výhrách 2:1). Botosovo hostování bylo ukončeno na začátku kalendářního roku 2023.
Na začátku sezóny 2023/24 přestoupil Botos z Athén do nizozemského druholigového klubu Helmond Sport jako volný hráč. V klubu patřil mezi důležité hráče, nastoupil do 39 soutěžních zápasů v nichž vstřelil 9 branek a přidal 8 asistencí.
V červenci 2024 se Botos stal novou posilou pražské Slavie. V Edenu podepsal smlouvu do 30. června 2028. Obratem odešel na roční hostování do Karviné. V lednu 2025 si ho Slavia předčasně stáhla z hostování. V Karviné byl s 8 asistencemi nejlepším nahrávačem podzimní části Chance Ligy.

## Reprezentační kariéra
Botos je bývalým řeckým mládežnickým reprezentantem.